# Tityus mattogrossensis
Tityus mattogrossensis é uma espécie do gênero Tityus.  